# Petrolisthes eriomerus
Petrolisthes eriomerus är en kräftdjursart som beskrevs av William Stimpson 1871. Petrolisthes eriomerus ingår i släktet Petrolisthes och familjen porslinskrabbor. Inga underarter finns listade i Catalogue of Life.